# Mordella unifasciata
Mordella unifasciata là một loài bọ cánh cứng trong họ Mordellidae. Loài này được Pic miêu tả khoa học năm 1952.